# Cal Canyadell
Cal Canyadell és una obra del municipi de Sant Llorenç d'Hortons (Alt Penedès) inclosa en l'Inventari del Patrimoni Arquitectònic de Catalunya.

## Descripció
La masia de Cal Canyadell forma part del nucli de la Beguda Baixa, amb façana a la carretera de Martorell. És de planta rectangular amb coberta a dues vessants i porta d'accés adovellada d'arc de mig punt. Hi ha un pati lateral, on s'obren galeries d'arcades a la planta baixa i pis principal, amb arcs escarsers i de mig punt respectivament. Compta amb columnes de terracuita esculturada, i balustrades, del mateix material.

## Història
L'origen de la masia cal situar-lo en època medieval, tot i que duran el segle passat va ser refeta. La galeria d'arcades es construí el 1883.